# ヴェストマン諸島

位置

ヴェストマン諸島（ヴェストマンしょとう、アイスランド語 Vestmannaeyjar）は、アイスランド本島から南海上10キロに位置する列島。15の島と30以上の小島、岩礁から成る。
「ヴェストマン」とはアイスランド語で「西洋人」という意味。これはアイルランドの修道士が最初に住んだ島という伝承から名づけられた名前だとされている。
人が住んでいる島は唯一ヘイマエイ島(Heimaey)のみである。1973年、ヘイマエイ島で起きた割れ目噴火は「現代のポンペイ」と謳われ世界的に有名となった。
1963年、ヘイマエイ島の南西18kmの水深130メートルにある海底火山が噴火して新島を形成した。この島はスルツェイ島と名付けられている。